# Zniszczenie Safedu (1660)
Zniszczenie Safedu – pogrom mieszkańców i zniszczenie miasta Safed, którego dokonali w 1660 roku druzowie. Podczas zamieszek pogromy szczególnie mocno dotknęły żydowskich mieszkańców, z których niewielu później wróciło do Safedu.

## Tło historyczne
XVI wiek był „złotym wiekiem” w historii położonego w Górnej Galilei miasta Safed. W owym czasie był to ważny ośrodek produkcji tkanin wełnianych, dzięki którym wzbogaciła się tutejsza społeczność żydowska. Safed był wówczas centrum żydowskiego mistycyzmu skupionego wokół kabały. Pod koniec XVI wieku nastąpiło osłabienie gospodarcze miasta, które w pierwszej połowie XVII wieku tylko się pogłębiało. Pomimo to, w Safedzie żyło około 4–5 tys. Żydów. Posiadali oni 200 domów, podczas gdy muzułmanie byli właścicielami zaledwie 100 domów. W owym czasie żydowska dzielnica w Safedzie znajdowała się pod kontrolą druzyjskiej dynastii Maan z Libanu. Po śmierci w 1658 roku emira Melhem al-Maani, między jego synami doszło do walki o władzę. Walkę zwyciężył emir Korkmaz al-Maani, ale stracił on kontrolę nad obszarem Safedu. Tymczasem władze osmańskie wykorzystały zaistniałą sytuację, reorganizując podział administracyjny Palestyny. Powstał w ten sposób sandżak Safed, w którym stolicą było miasto Safed.

## Przebieg
W rezultacie wcześniejszych zdarzeń, Druzowie z Libanu najechali w 1660 roku na Górną Galileę. Doszło wówczas do zniszczenie Safedu oraz pogromu jego mieszkańców i sąsiedniej Tyberiady. Podczas zamieszek, pogromy szczególnie mocno dotknęły żydowskich mieszkańców, którzy uciekli do okolicznych wiosek, Sydonu lub Jerozolimy. Liczba ofiar nie jest znana.

## Konsekwencje
Tylko nieliczni mieszkańcy powrócili później do Safedu, a z pewnością w latach 1664–1667 w mieście nie było społeczności żydowskiej. Zniszczone miasto zostało jednak szybko odbudowane. W 1665 roku odwiedził je słynny żydowski kabalista Sabbataj Cwi.